# شیرو هاشیزومه
شیرو هاشیزومه (انگلیسی: Shiro Hashizume؛ زادهٔ ۲۰ سپتامبر ۱۹۲۸) شناگر اهل ژاپن بود.
وی در مسابقات کشوری و بین‌المللی در مجموع برندهٔ ۱ مدال نقره شده‌است.